# Giovanni Maria Tolosani (pittore)

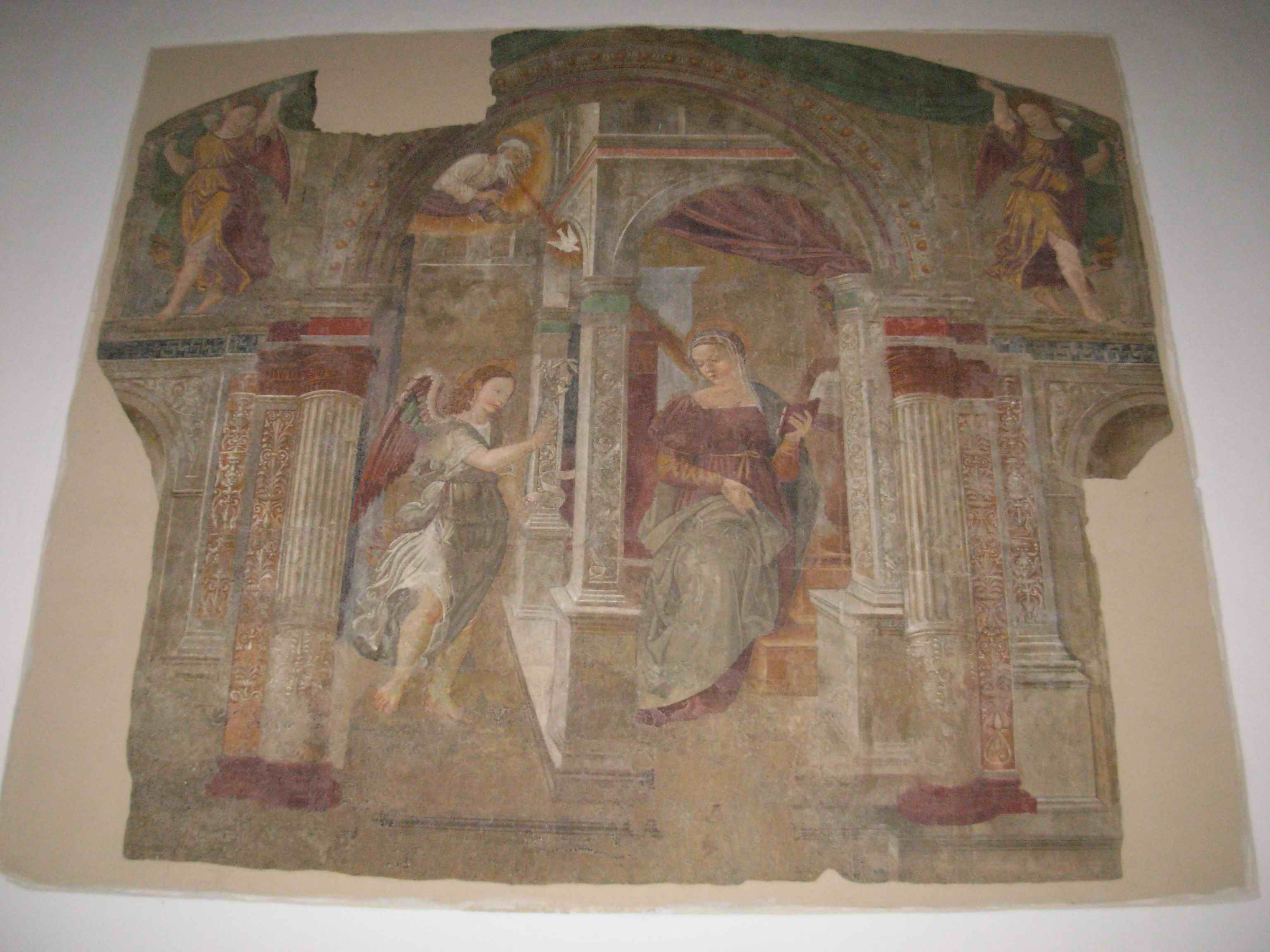
Roccastrada (GR), chiesa di San Niccolò: Annunciazione

Giovanni Maria Tolosani (Colle di Val d'Elsa, XVI secolo – Colle di Val d'Elsa, XVI secolo) è stato un pittore italiano.

## Biografia
Giovanni Maria Tolosani era figlio di Ser Giovanni Tolosani, notaio, era contemporaneo e omonimo e forse parente del concittadino Giovanni Maria Tolosani, religioso e teologo domenicano.
Nel 1519 ha dipinto la Sibilla Tiburtina con bambini, un affresco che si trova nel coro del Duomo di Pisa.
Nella chiesa del convento del Carmine a Roccastrada, nella sagrestia dietro l'altare maggiore, si può vedere un affresco raffigurante la Pietà coi dolenti, datato 1535 e che ha perduto interamente la parte destra.
Sempre a Roccastrada, altre due opere, una Madonna col Bambino ed un'Annunciazione si trovano presso la chiesa di San Niccolò.
Ha dipinto poi, nel 1536, una tavola raffigurante la Pietà che si trovava presso la chiesa di San Bartolomeo a Campiglia dei Foci, presso Colle di Val d'Elsa. Il dipinto fu oggetto di furto il 3 maggio 1986 e si trova ora presso il Museo civico e d'arte sacra di Colle di Val d'Elsa.
Nello stesso museo è conservata una tempera su tavola della Presentazione al tempio.
Nel 1537 dipinse una Madonna col Bambino tra i santi Giovanni evangelista e Stefano di cui si possono osservare solo pochi resti in quanto per la maggior parte l'affresco risulta ricoperto da intonaco presso la cappellina Taviani a Gracciano d'Elsa.
Altri affreschi si trovano presso il santuario delle Grazie e nel convento di San Francesco a Colle di Val d'Elsa.
Al Tolosani si attribuisce anche il tabernacolo che era presente in una facciata davanti al palazzo Comunale che raffigura la Madonna col Bambino ed i magi. L'affresco, in precedenza attribuito a Raffaellino del Garbo (1466-1524), si trova ora presso il Museo civico e d'arte sacra.
Oggetto di un recente restauro gli affreschi della Fonte Nuova, a Siena, in Pian d'Ovile.

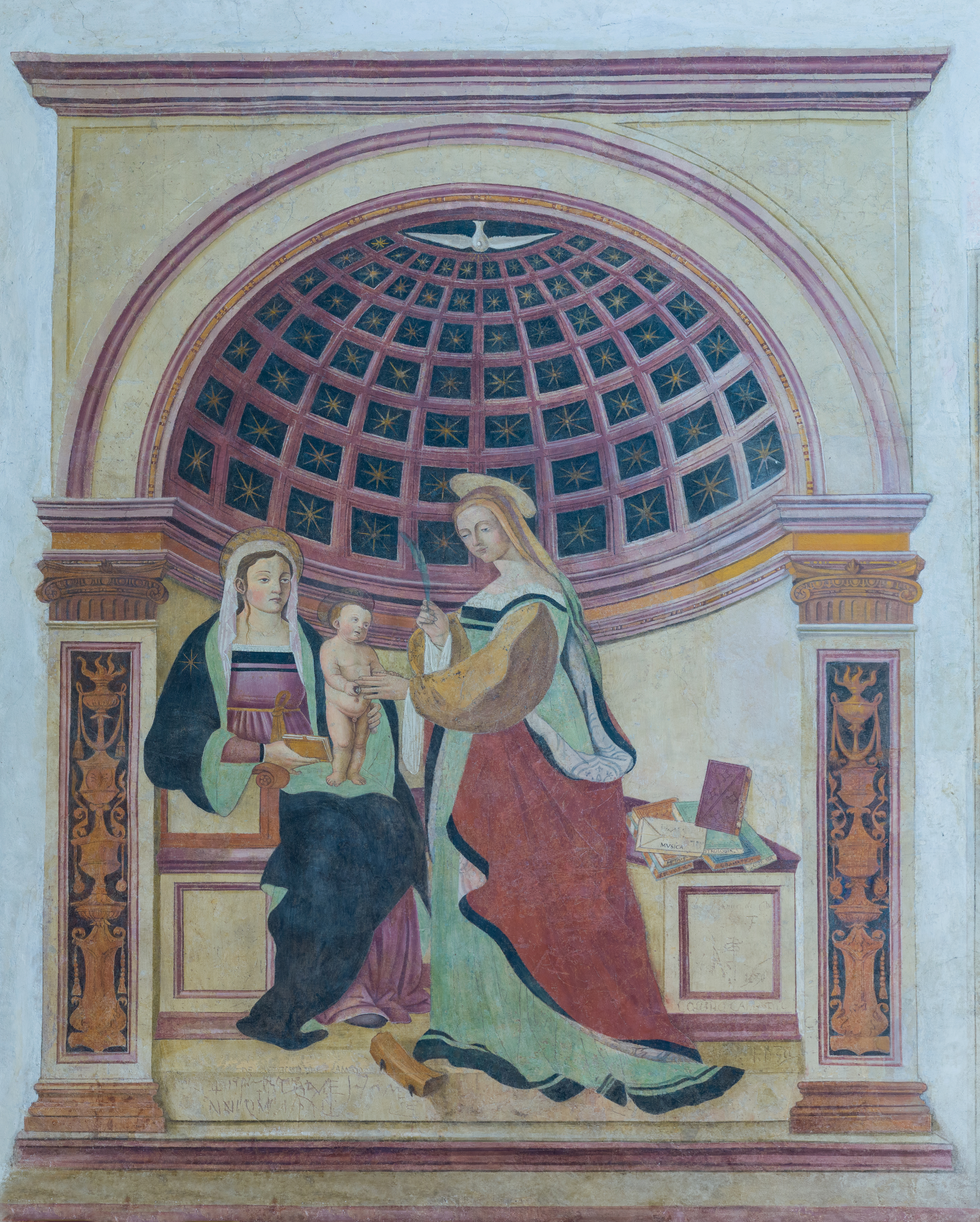
Matrimonio mistico di Santa Caterina da Siena nella chiesa di Santa Maria delle Grazie di Colle di Val d'Elsa.
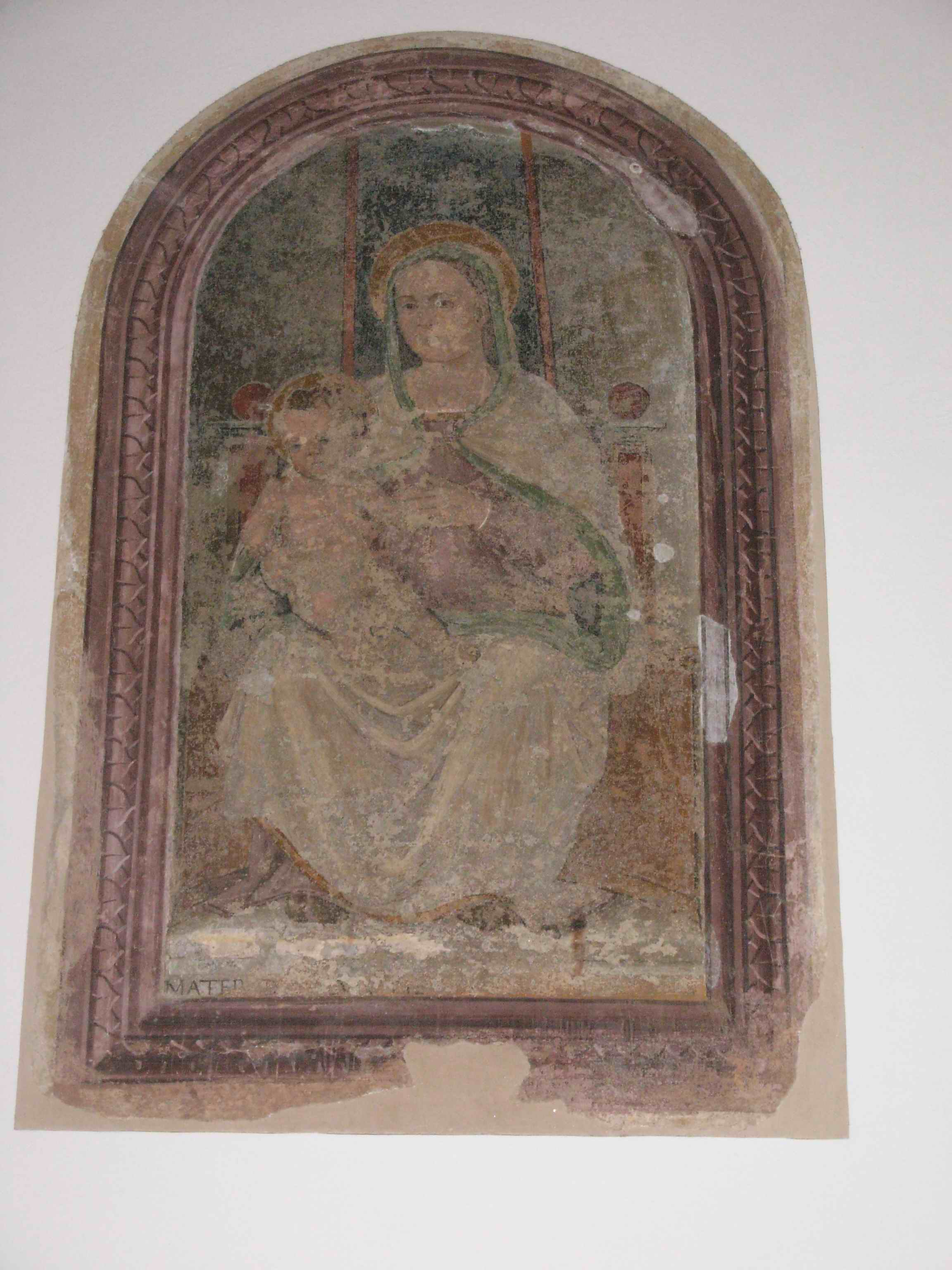
Roccastrada (GR), chiesa di San Niccolò: Madonna col Bambino.